# Немеја
Немеја (грч. Νεμέα) је у грчкој митологији била нимфа, коју је Пиндар поистовећивао са Пандијом.

## Митологија
Била је најада са извора у граду Немеји на Аргосу и према Паусанији, најстарија кћерка речног бога Асопа. Плутарх ју је описао као богињу града који је носио њено име. Осим што је поистовећена са Пандијом, поистовећена је и са нимфом Лангијом. Као кћерка речног бога, она је и сама персонификација реку која је правила границу између Сикиона и Коринта. Према неким изворима, она је мајка Архемора у чију част су основане немејске игре.

## У уметности
Њен лик се највероватније појављује на вази из 6. века где су приказани Херакле и Немејски лав, како након борбе приноси јунаку воду. Паусанија је извештавао да је њена статуа, заједно са статуом њеног оца Асопа и других његових кћерки била у Олимпији.